# NGC 2719
NGC 2719 је галаксија у сазвежђу Рис која се налази на NGC листи објеката дубоког неба.
Деклинација објекта је + 35° 43' 40" а ректасцензија 9h 0m 15,6s. Привидна величина (магнитуда) објекта NGC 2719 износи 13,3 а фотографска магнитуда 13,9. NGC 2719 је још познат и под ознакама UGC 4718, MCG 6-20-17, CGCG 180-25, KCPG 181A, ARP 202, KUG 0857+359A, PGC 25281.